# Wolf Kahler
Wolf Kahler (Kiel, 3 aprile 1940) è un attore tedesco.
La sua carriera di attore cinematografico e televisivo, iniziata nel 1975, si svolse quasi esclusivamente nel mondo anglofono.

## Biografia
Kahler ha fatto il suo debutto cinematografico nel film in costume Barry Lyndon di Stanley Kubrick, in un ruolo secondario, quello del principe di Tübingen.
A causa del suo accento tedesco, dell'altezza di 1,88 metri e dell'aspetto spigoloso, Kahler è stato spesso destinato a ruoli da cattivo con un background tedesco. Non da ultimo a causa dei suoi capelli biondi e degli occhi azzurri, corrispondeva all'immagine stereotipata del nazionalsocialista e fu spesso scelto per questi ruoli. Probabilmente il suo ruolo più noto è quello del colonnello Dietrich nel film I predatori dell'arca perduta di Steven Spielberg. Era già apparso al fianco di Harrison Ford anche nel film del 1978 Forza 10 da Navarone.

## Vita privata
Kahler vive a Londra.

## Filmografia parziale
- Barry Lyndon, regia di Stanley Kubrick (1975)
- La bandera - Marcia o muori (March or Die), regia di Dick Richards (1977)
- Forza 10 da Navarone (Force 10 from Navarone), regia di Guy Hamilton (1978)
- I ragazzi venuti dal Brasile (The Boys from Brazil), regia di Franklin Schaffner (1978)
- L'enigma dei banchi di sabbia (The Riddle of the Sands), regia di Tony Maylam (1978)
- Taglio di diamanti (Rough Cut), regia di Don Siegel (1978)
- Il mistero della signora scomparsa (The Lady Vanishes), regia di Anthony Page (1979)
- L'oca selvaggia colpisce ancora (The Sea Wolves), regia di Andrew V. McLaglen (1980)
- I predatori dell'arca perduta (Raiders of the Lost Ark), regia di Steven Spielberg (1981)
- Firefox - Volpe di fuoco (Firefox), regia di Clint Eastwood (1982)
- Ascendancy, regia di Edward Bennett (1982)
- Avventurieri ai confini del mondo (High Road to China), regia di Brian G. Hutton (1983)
- La fortezza (The Keep), regia di Michael Mann (1983)
- Lo zoo di Venere (A Zed & Two Noughts), regia di Peter Greenaway (1985)
- Vite sospese (Shining Through), regia di David Seltzer (1992)
- Quel che resta del giorno (The Remains of the Day), regia di James Ivory (1993)
- Backbeat - Tutti hanno bisogno di amore (Backbeat), regia di Iain Softley (1994)
- Loch Ness, regia di John Henderson (1996)
- Il battaglione perduto (The Lost Battalion), film TV regia di Russell Mulcahy (2001)
- Charlotte Gray, regia di Gillian Armstrong (2001)
- Che pasticcio, Bridget Jones! (Bridget Jones: The Edge of Reason), regia di Beeban Kidron (2004)
- Shanghai, regia di Mikael Håfström (2010)
- Sherlock Holmes - Gioco di ombre (Sherlock Holmes: A Game of Shadows), regia di Guy Ritchie (2011)
- London Zombies (Cockneys vs Zombies), regia di Matthias Hoene (2012)
- Wonder Woman, regia di Patty Jenkins (2017)
- Fuga in Normandia (The Great Escaper), regia di Oliver Parker (2023)

### Videogiochi
- Close to the Sun (2019)

## Doppiatori italiani
Nelle versioni in italiano delle opere in cui ha recitato, Wolf Kahler è stato doppiato da:
- Renato Cortesi in Barry Lyndon
- Pino Colizzi in Il mistero della signora scomparsa
- Paolo Poiret in I predatori dell'arca perduta
- Carlo Reali in Lo zoo di Venere
- Dante Biagioni in Sherlock Holmes - Gioco di ombre
- Ralph Palka in Fuga in Normandia
- Sergio Lucchetti in I predatori dell'arca perduta (ridoppiaggio)

Da doppiatore è stato sostituito da
- Aldo Stella in Close to the Sun[1]